# Йосип Смодлака
Йосип Смодлака (на хърватски: Josip Smodlaka; на сърбохърватски: Јосип Смодлака или Josip Smodlaka) е хърватски и югославски юрист и политик. Два пъти заема поста кмет на Сплит.

## Биография
Роден е на 9 ноември 1869 година в далматинското градче Имотски в Австро-Унгария. Завършва право, а по-късно защитава и докторат в Загреб и Грац. След завършването си е секретар на общината в Имотски и адвокат в Сплит.

### Австро-унгарски политик
От 1897 г. е член на изпълнителния комитет на далматинската Партия на правата, а в 1901 г. е избран за депутат в Далматинския събор. С Анте Трумбич и Франо Супило организира кампания за подпомагане на народното движение в Банска Хърватия в 1903 – 1904 г. На заседанието на Далматинския събор през есента на 1903 г. заедно с Трумбич, обявява „новия курс“ в хърватската политика. По-късно настоява акционната програма за единение на всички политически сили в Далмация в борбата против виенския режим да се реализира, заради което от началото на 1904 година къса с Трумбич и се отказва от депутатския си мандат. След това остава поборник на „новия курс“, критикува консерватизма и догматизма на хърватската гражданска политика.
В 1905 година започва да издава вестник „Слобода“ и основава Хърватската демократична партия, която се застъпва за правата на селяните и се изказа срещу колоната, феодалните църковни данъчи и лихварство в провинцията. След Риечката резолюция, Смодлака действа и извън Далмация, в Хърватско-сръбската коалиция. На изборите през 1910 година е избран за депутат от Сплит в парламента на Австро-Унгария.
В края на 1918 г. Смодлака в Народното вече в Загреб се бори за бързо обединение на Държавата на словенци, хървати и сърби с Кралство Сърбия. Такова искане прави заедно с Иван Кръстел от името на правителството на Далмация на 14 ноември 1918 година.

### Югославски политик
Той е член на делегацията на Народното вече, която в Белград с представители на сръбското правителство и Скупщина, разработва и прилага обединението на 1 декември на Държавата на словенци, хървати и сърби с Кралство Сърбияи в Кралство на сърби, хървати и словенци и има съществено участие в преговорите за съставяне на първото правителство на Югославия. В Привременното народно представителство е шеф на Клуба на свободните делегати. Като член на делегацията на Кралство СХС участва в Парижката мирна конференция. В Учредителнана скупщина внася свой проект за конституция, в който предлага разделянето на държавата на дванадесет провинции с ограничени правомощия и централен парламент с две камери. В конфликта между централизма и федерализма Смодлака поддържа среден курс. Смятайки че крайният централизъм трябва да се смекчи, участва с група интелектуалци в подготовката и организацията на Конгреса на държавните служители в Загреб през 1922 година, който и председателства. В по-нататъшната си политическа дейност е в близост до демократите на Любомир Давидович, но се изявява като надпартийна фигура. Заема дипломатическа служба като посланив във Ватикана, Берлин и Мадрид.
През 1936 г. той предлага подписването на хърватско-сръбско споразумение въз основа на реорганизация на държавата в четири автономни провинции. Три години по-късно предлага Югославия да се реорганизира като федерална държава с четири единици – сръбска, словенска, хърватска и динарска. Последната ще включва Далмация, Босна и Херцеговина и Черна гора. Решението на Хърватския въпрос виджда във връщането на държавноправната самостоятелност на Банска Хърватия и създаването на неутрална Динарска област. В края на 1939 година е назначен в Сената.
Разгромът на Югославия в 1941 година заварва Смодлика в Сплит. След окупацията се присъединява към националноосвободителното движение и заема поста на председател на нелегалния Народноосвободителен комитет на Сплит. По-късно се мести в свободна територия, където е избран за член на АВНОЮ и ЗАВНОХ. В Националния комитет за освобождение на Югославия е комисар по външните работи, в правителството на ДФЮ формирано на 7 март 1945 г. е министър без портфейл, след това е представител на Югославия при Съюзното командване в Рим. Когато вижда, че трудно ще стигне до договор с Италия за установяване на границата, по собствено искане е пенсиониран.
Освен политическите писания той публикува статии в областта на географията, историята, етнологията, антропологията и филологията.
Умира на 31 май 1956 година в Сплит. Погребан е в Клис с държавни почести.

## Дела
- Посјет апенинским Хрватима: путне успомене и биљешке, Хрватска књижарница, Задар, 1906.
- -{Jugoslav territorial claims; lecture delivered by J. Smodlaka ... at a meeting of the Union des grandes associations françaises contre la propagande ennemie, on Tuesday, March 11th, 1919., Lang, Blanchong & co's printing, Paris, 1919.}-
- -{Les revendications territoriales yougoslaves; conférence de m. Smodlaka ... faite à la séance de l'Union des grandes associations françaises contre la propagande ennemie, du mardi 11 mars 1919., Lang, Blanchong & cie, Paris, 1919.}-
- Нацрт југословенског устава, Хрватски штампарски завод, Загреб-Београд, 1920.
- О разграничењу Југославије с Италијом, Изд. Нове Југославије, Београд, 1944.
- Имена места и мештана на тлу Југославије, Ново доба, Сплит, 1946.

### Посмртно
- Партизански Дневник, Нолит, Београд, 1972
- Записи дра Јосипа Смодлаке, (уредник Марко Костренчић), ЈАЗУ, Загреб, 1972
- Изабрани списи, (одабрали и приредили Иво Перић и Ходимир Сиротковић), Књижевни круг, Сплит, 1989